# Palliativstation
Eine Palliativstation ist eine räumlich zusammenhängende Versorgungseinheit palliativmedizinischer Fachrichtung an einem Krankenhaus bzw. einem Palliativzentrum. Sie unterscheidet sich von den meisten anderen Bettenstationen durch eine wohnlichere Gestaltung und einen höheren Personalschlüssel. Das dort tätige Personal verfügt zumeist über besondere Qualifikationen in Palliative Care. Auf einer Palliativstation werden Symptome und Komplikationen bei unheilbar kranken Menschen behandelt, nicht die zugrunde liegende Krankheit. Außerdem wird psychosoziale Unterstützung angeboten, die bei Bedarf auch Angehörige mit einbezieht.

## Organisationsform
Vom 19. bis zum beginnenden 20. Jahrhundert entstanden häufiger auch Krankenhäuser für Krebskranke und Tuberkulosepatienten, die kurative und palliative Funktionen miteinander verbanden. Nachdem sich im Rahmen der Hospizbewegung ambulante Begleitung und stationäre Hospize etabliert hatten, wurde mit der 1973 in Montreal am Royal Victoria Hospital begonnenen Einrichtung von Palliativstationen eine weitere Lücke in der Versorgung schwerkranker und sterbender Menschen geschlossen. Durch die Palliativstation wird die Hospizidee im Krankenhaus, wo immer noch die meisten Menschen sterben, integriert. Als Krankenhausstation stehen den Patienten einer Palliativstation einerseits alle Möglichkeiten eines Krankenhauses zur Verfügung, wie zum Beispiel ärztliche Versorgung zu jeder Zeit. Andererseits ist die räumliche Gestaltung meist wohnlicher und die Gesamtatmosphäre ruhiger als auf anderen Bettenstationen.
In Deutschland verfügen inzwischen rund 15 Prozent der Krankenhäuser über eine der rund 350 Palliativstationen.

## Aufnahmekriterien
Auf Palliativstationen werden Menschen mit einer fortgeschrittenen unheilbaren Krankheit (wie beispielsweise Krebs, AIDS oder ALS) aufgenommen, die unter erheblichen akuten Beschwerden leiden oder sich in einer erkrankungsbedingten psychosozialen Krise befinden. Sie müssen über ihren Krankheitszustand sowie ihre Prognose aufgeklärt und sich darüber im Klaren sein, dass hier keine krankheitsspezifische Therapie stattfindet. 
Ein erhöhter Pflegebedarf allein ist kein Aufnahmekriterium; jedoch können bestimmte Situationen, wie zum Beispiel exulzerierende Tumorwunden oder angstauslösende Atemnot, eine aufwändige Versorgung und damit eine Einweisung auf die Palliativstation notwendig machen. Wenn in der häuslichen Versorgung die Begleitung durch ein Team der Spezialisierten ambulanten Palliativversorgung nicht mehr ausreicht oder nicht verfügbar ist, ist eine Aufnahme im Akutfall ebenfalls möglich, um Patienten und Angehörige zu entlasten. Entscheidend ist die Notwendigkeit zusätzlicher palliativmedizinischer Maßnahmen mit dem Ziel, die Lebensqualität des Patienten zu erhalten oder zu verbessern. Nach erfolgreicher Behandlung der Beschwerden kann eine Entlassung in die gewohnte Umgebung angestrebt werden.

## Aufgaben
In der Behandlung gelten die Prinzipien der Palliative Care; danach werden diagnostische, therapeutische und pflegerische Maßnahmen nur dann angewendet, wenn sie einerseits dem Willen des Betroffenen entsprechen und andererseits mit hoher Wahrscheinlichkeit eine positive Auswirkung auf seine Lebensqualität haben. Die Untersuchungen wie auch die Behandlung beschränken sich daher auf möglichst wenig belastende Verfahren. Durch medizinische, pflegerische und andere Maßnahmen, wie beispielsweise Physiotherapie oder psychologische Unterstützung, wird versucht, eine weitgehende Linderung der belastenden Symptome zu erreichen. Die durch das Zusammenleben der Patienten auf der Station ermöglichten sozialen Kontakte können zum Wohlbefinden der palliativmedizinisch Behandelten beitragen. Ziel ist, den Patienten anschließend zurück in das häusliche Umfeld zu entlassen, da die Aufenthaltsdauer – wie auch auf anderen Krankenhausstationen – zeitlich begrenzt ist. Vor der Entlassung organisiert der Sozialdienst die weitere Versorgung in Zusammenarbeit mit den Angehörigen und ist beim Stellen von Anträgen behilflich.
Muss davon ausgegangen werden, dass nach der Entlassung ins häusliche Umfeld eine ähnliche medizinisch-pflegerische Versorgung wie auf der Palliativstation rund um die Uhr nötig ist, wird diese nach Verordnung und Absprache mit allen Beteiligten von einem Team der Spezialisierten ambulanten Palliativversorgung (SAPV) übernommen. Ist eine ausreichende Versorgung zuhause oder im Heim nicht möglich oder nicht gewünscht, wird die Verlegung in ein Hospiz vermittelt. Bei Wartezeit auf einen freien Hospizplatz wird der weitere Aufenthalt auf der Palliativstation in der Regel ermöglicht, was aber zu Schwierigkeiten mit der Kostenerstattung führen kann, wenn die Vorgaben des Kostenträgers für die längere Krankenhausbehandlung nicht (mehr) erfüllt sein sollten.
Sollte eine Entlassung oder Verlegung nicht mehr möglich sein, stellt die Palliativstation dem Sterbenden angemessenen Raum und Begleitung zur Verfügung.

## Finanzierung
Palliativstationen sind in Deutschland (erstmals 1983 an der Chirurgischen Klinik der Universitätsklinik Köln eingerichtet) als Akut-Stationen an Krankenhäusern realisiert und unterliegen dem dortigen Finanzierungssystem. Gesetzlich krankenversicherte Patienten müssen den für stationäre Versorgung üblichen Eigenanteil aufbringen. Die Finanzierung der wohnlichen Ausstattung einer Palliativstation und anderer Annehmlichkeiten kann der Krankenhausträger nicht aus dem Budget bestreiten, hierfür werden Spenden gesammelt.

## Palliativ-Konsiliardienst
Um die Situation schwerkranker und sterbender Menschen auf ihren Allgemeinstationen zu verbessern, halten einige Krankenhäuser und Kliniken einen Palliativ-Konsiliardienst (in Deutschland: Palliativmedizinischer Konsiliardienst) vor. Dieser Dienst besteht aus einem multiprofessionell zusammengesetzten Mitarbeiterteam. Die Kerngruppe des Teams setzt sich aus Medizinern und Pflegefachleuten zusammen, die über eine palliativmedizinische bzw. -pflegerische Weiterbildung verfügen. Erweitert wird das Team von Mitarbeitern aus dem Sozialdienst sowie Seelsorgern, Psychologen, Physiotherapeuten, Pharmazeuten, Schmerztherapeuten und Ernährungsberatern.
Der Konsiliardienst kann für schwer erkrankte Krankenhauspatienten angefordert werden, die nicht auf einer Palliativstation versorgt werden können oder müssen. Er ermittelt den Bedarf an Palliative Care und berät anschließend vor allem das betreuende ärztliche und Pflegepersonal bezüglich der weiteren Vorgehensweise. Erst in zweiter Linie wendet sich der Dienst an den Patienten und dessen Angehörige. 
Durch die Weitergabe palliativer Prinzipien mittels der konkreten Arbeit, aber auch mit der Ausgestaltung interner Fortbildungsangebote verbreitet der Palliativ-Konsiliardienst das spezifische Wissen. Damit kann längerfristig eine Veränderung der Haltung innerhalb der Klinik bewirkt werden.